# Gradi dell'esercito svizzero
Questa voce tratta dei gradi militari in uso nelle Esercito svizzero.

## Tabella comparativa
Avvertenza: il codice NATO si riferisce ai gradi attualmente esistenti; per gli altri, la corrispondenza è data a titolo esemplificativo.
| Esercito svizzero                | Esercito svizzero      | Esercito svizzero                                 | Esercito svizzero      | Polizia cantonale      | Polizia cantonale      | Polizia cantonale      |   |   |
| -------------------------------- | ---------------------- | ------------------------------------------------- | ---------------------- | ---------------------- | ---------------------- | ---------------------- | - | - |
| Codice NATO                      | Francese               | Italiano                                          | Tedesco                | Francese               | Italiano               | Tedesco                |   |   |
| Comandante in capo dell'esercito |                        |                                                   |                        |                        |                        |                        |   |   |
| OF-9                             | Général                | Generale di corpo d’armata con incarichi speciali | General                | −                      | −                      | −                      |   |   |
| Alti ufficiali superiori         |                        |                                                   |                        |                        |                        |                        |   |   |
| OF-8                             | Commandant de corps    | Generale di corpo d'armata                        | Korpskommandant        | −                      | −                      | −                      |   |   |
| OF-7                             | Divisionnaire          | Generale di divisione                             | Divisionär             | −                      | −                      | −                      |   |   |
| OF-6                             | Brigadier              | Generale di brigata                               | Brigadier              | −                      | −                      | −                      |   |   |
| Ufficiali superiori              |                        |                                                   |                        |                        |                        |                        |   |   |
| OF-5                             | Colonel                | Colonnello                                        | Oberst                 | Comandante             | Comandante             | Comandante             |   |   |
| OF-4                             | Lieutenant-colonel     | Tenente colonnello                                | Oberstleutnant         |                        | Tenente colonnello     |                        |   |   |
| OF-3                             | Major                  | Maggiore                                          | Major                  |                        | Maggiore               |                        |   |   |
| Capitani                         |                        |                                                   |                        |                        |                        |                        |   |   |
| OF-2                             | Capitaine              | Capitano                                          | Hauptmann              | Capitaine              | Capitano               | Hauptmann              |   |   |
| Ufficiali subalterni             |                        |                                                   |                        |                        |                        |                        |   |   |
| OF-1                             | Premier-lieutenant     | Primo tenente                                     | Oberleutnant           | Premier-lieutenant     | Primo tenente          | Oberleutnant           |   |   |
| OF-1                             | Lieutenant             | Tenente                                           | Leutnant               | Lieutenant             | Tenente                | Leutnant               |   |   |
| Aiutanti                         |                        |                                                   |                        |                        |                        |                        |   |   |
| OR-9                             | Adjudant-chef          | Aiutante capo                                     | Chefadjutant           | Aiutante capo          | Aiutante capo          | Aiutante capo          |   |   |
| OR-9                             | Adjudant-major         | Aiutante maggiore                                 | Hauptadjutant          | −                      | −                      | −                      |   |   |
| OR-8                             | Adjudant d'état-major  | Aiutante di stato maggiore                        | Stabsadjutant          | −                      | −                      | −                      |   |   |
| OR-8                             | Adjudant sous-officier | Aiutante sottufficiale                            | Adjutant Unteroffizier | Adjutant               | Aiutante               | Adjutant               |   |   |
| Sottufficiali superiori          |                        |                                                   |                        |                        |                        |                        |   |   |
| OR-7                             | Sergent-major chef     | Sergente maggiore capo                            | Hauptfeldweibel        | Sergente maggiore capo | Sergente maggiore capo | Sergente maggiore capo |   |   |
| OR-7                             | Fourrier               | Furiere                                           | Fourier                | −                      | −                      | −                      |   |   |
| OR-6                             | Sergent-major          | Sergente maggiore                                 | Feldweibel             | Sergent-major          | Sergente maggiore      | Feldweibel             |   |   |
| Sottufficiali                    |                        |                                                   |                        |                        |                        |                        |   |   |
| OR-5                             | Sergent-chef           | Sergente capo                                     | Oberwachtmeister       | Sergente capo          | Sergente capo          | Sergente capo          |   |   |
| OR-5                             | Sergent                | Sergente                                          | Wachtmeister           | Sergent                | Sergente               | Wachtmeister           |   |   |
| OR-4                             | Caporal                | Caporale                                          | Korporal               | Caporal                | Caporale               | Korporal               |   |   |
| Truppa                           |                        |                                                   |                        |                        |                        |                        |   |   |
| OR-3                             | Appointé-chef          | Appuntato capo                                    | Obergefreiter          | −                      | −                      | −                      |   |   |
| OR-2                             | Appointé               | Appuntato                                         | Gefreiter              | Appointé               | Appuntato              | Gefreiter              |   |   |
| OR-1                             | Soldat                 | Soldato                                           | Soldat                 |                        | Gendarme               |                        |   |   |
| OR-1                             | (Recrue)               | (Recluta)                                         | (Rekrut)               |                        | Aspirante              | −                      | − | − |
| Codice NATO                      | Francese               | Italiano                                          | Tedesco                | Francese               | Italiano               | Tedesco                |   |   |
| Esercito svizzero                | Esercito svizzero      | Esercito svizzero                                 | Esercito svizzero      | Polizia cantonale      | Polizia cantonale      | Polizia cantonale      |   |   |

## Definizioni e insegne

### Generale
it: Generale, fr: Général, de: General
Nell'Esercito svizzero, il grado di generale è assegnato solamente in caso di guerra. La persona designata sarà il comandante in capo dell'esercito svizzero.

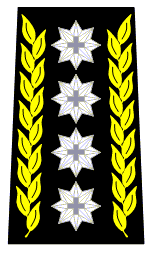
Spallina

### Comando di Corpo
Nell'esercito svizzero, il grado di comandante di corpo (abbreviato "cdt c") corrisponde a un alto ufficiale superiore (ufficiale generale). È il grado più alto in tempo di pace, in caso di guerra viene eletto un generale.

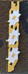
Distintivo vecchio

### Alti ufficiali
Divisionario
it: Divisionario, fr: Divisionnaire, de: Divisionär
Nell'Esercito svizzero, il grado di divisionario (abbreviato div.) è un alto ufficiale superiore (ufficiale generale) che comanda una divisione. È subordinato al grado di comandante di corpo e superiore a quello di brigadiere.

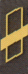

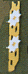
Distintivo precedente

Brigadiere
it: Brigadiere, fr: Brigadier, de: Brigadier
Nell'esercito svizzero, il grado di brigadiere (abbreviato br) è un alto ufficiale superiore (ufficiale generale).

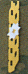
Distintivo vecchio

Colonnello
it: Colonnello, fr: Colonel, de: Oberst
Nell'esercito svizzero, il grado di colonnello (abbreviato col) è un ufficiale superiore che comanda una piazza d'armi (un insieme di compagnie). Prima della riforma Esercito XXI, la funzione di comandante di reggimento (abbreviato rgt) era ricoperta da un colonnello.

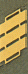
Distintivo vecchio

Tenente Colonnello
it: Tenente colonnello, fr: Lieutenant-colonel, de: Oberstleutnant
Nell'esercito svizzero, il grado di tenente colonnello (abbreviato ten col) è un ufficiale superiore che comanda un battaglione (circa 1.000 soldati).

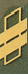
Distintivo vecchio

Maggiore
Nell'Esercito svizzero, il grado di maggiore (in lingua italiana e abbreviato magg.), in francese major in tedesco Major, è il primo degli ufficiali superiori.

### Ufficiali
Ufficiale specialista
it: Ufficiale specialista, fr: Officier spécialiste, de: Fachoffizier
Nell'esercito svizzero, il grado di ufficiale specialista (abbreviato uff spec) è assegnato a membri della truppa o a sottufficiali i quali ricoprono una funzione da ufficiale, per esempio:
- Psicologi
- Alcuni membri della giustizia militare
- Specialisti in comunicazione e informazione (rapporti con i media)
- Alcuni membri della sicurezza militare

Gli ufficiali specialisti non svolgono la formazione da ufficiale classica e di conseguenza non possono assumere posizioni di comando in formazioni da combattimento. Rimangono però degli ufficiali e possono dunque impartire ordini ai subordinati anche in contesti di combattimento.
L'ufficiale specialista ha un doppio grado, che può andare da tenente a colonnello. Gli ufficiali specialista sono dunque designati con entrambi i gradi, per esempio: ufficiale specialista - capitano (uff spec - cap). Il distintivo della funzione rimane però lo stesso indipendentemente dal secondo grado assegnato.

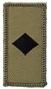
Distintivo

Capitano
it: Capitano, fr: Capitaine, de: Hauptmann
Nell'esercito svizzero, il grado di capitano (abbreviato cap) è un ufficiale che comanda una compagnia (batteria nel caso delle truppe di artiglieria). Certe volte può pure essere ufficiale nello Stato Maggiore di un battaglione.
Il furiere e il sergente maggiore capo (con la funzione di sergente maggiore di unità) sono i suoi collaboratori diretti.

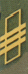
Distintivo vecchio

Primo tenente
it: Primo tenente, fr: Premier-lieutenant, de: Oberleutnant
Nell'esercito svizzero, il grado di primo tenente (abbreviato I ten) è un ufficiale subalterno che ha qualche anno d'anzianità in più del tenente. La promozione da tenente a primo tenente avviene quindi in modo automatico una volta fatti un certo numero di corsi di ripetizione e di giorni di servizio (salvo in caso di condanne penali che potrebbero bloccare l'avanzamento).
Il primo tenente ha gli stessi compiti del tenente: capo sezione o ufficiale di compagnia. Il rimpiazzante del comandante di compagnia, in generale, è un primo tenente.

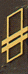
Distintivo vecchio

Tenente
it: Tenente, fr: Lieutenant, de: Leutnant
Nell'esercito svizzero, il grado di tenente (abbreviato ten) è il primo grado degli ufficiali subalterni. Il suo compito, in generale, è quello di capo sezione (comanda 20-40 soldati e qualche sergente). Ma talvolta può assumere il ruolo di ufficiale di compagnia (cioè aiuta il comandante di compagnia) o essere comandante di una centrale di trasporto di un battaglione. Il tenente in via straordinaria può essere il rimpiazzante del comandante di compagnia, carica che normalmente spetta a un Primo tenente

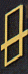
Distintivo vecchio

### Sottufficiali
Aiutante Sottufficiale
it: Aiutante sottufficiale, fr: Adjudant sous-officier, de: Adjutant Unteroffizier
Nell'esercito svizzero, il grado di Aiutante sottufficiale (abbreviato aiut suff) è un sottufficiale superiore, che ha svolto la scuola per aiutanti. Svolge tra i suoi computi anche quello di capoclasse nelle scuole di avanzamento oppure quello di capo della sezione logistica.

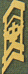
Distintivo vecchio

Furiere
it: Furiere, fr: Fourrier, de: Fourier
Nell'esercito svizzero, il grado di furiere (abbreviato fur) è un sottufficiale superiore, è allo stesso livello del sergente maggiore capo, ed è l'aiutante del comandante di compagnia (normalmente il capitano).
Il furiere, anche definito contabile di truppa, è responsabile della tenuta della contabilità e della sussistenza.

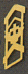
Distintivo vecchio

Sergente maggiore capo
it: Sergente maggiore capo, fr: Sergent-major chef, de: Hauptfeldwebel
Nell'Esercito svizzero il grado di sergente maggiore capo (abbreviato sgtm capo) è un sottufficiale superiore che esercita il ruolo di sergente maggiore d'unità. È allo stesso livello del furiere, ed è l'aiutante del comandante di compagnia (normalmente il capitano).
Il sergente maggiore capo è responsabile del buon funzionamento della compagnia, si occupa del controllo degli effettivi, del materiale, delle munizioni, dell'accantonamento, del servizio sanitario e della disciplina. Per tutti questi motivi viene chiamato scherzosamente la mamma della compagnia.
Prima della riforma dell'Esercito XXI (1º gennaio 2004) i sergenti maggiori capo erano semplicemente i sergenti maggiori.

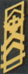
Distintivo non più in uso

Sergente maggiore
it: Sergente maggiore, fr: Sergent-major, de: Feldweibel
Nell'esercito svizzero, il grado di sergente maggiore (abbreviato sgtm) è assegnato agli specialisti tecnici.
Prima della riforma dell'Esercito XXI (1º gennaio 2004) i sergenti maggiori d'unità (gli attuali sergenti maggiori capo) avevano questo grado.

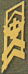
Distintivo vecchio

Sergente Capo
it: Sergente capo, fr: Sergent-chef, de: Oberwachtmeister
Nell'esercito svizzero, il grado di sergente capo (abbreviato sgt capo) è attribuito nelle seguenti maniere:
- Ai capo cucina
- Ai sergenti che hanno fatto un corso per diventare sostituti capo sezione (tenente o primo tenente)
- Agli aspiranti tenenti

Prima della riforma dell'Esercito XXI (1º gennaio 2004) i sergenti avevano delle funzioni simili.

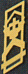
Distintivo vecchio

Sergente
it: Sergente, fr: Sergent, de: Wachtmeister
Nell'esercito svizzero, il sergente (abbreviato sgt) è il secondo grado dei sottufficiali e può essere ottenuto nei seguenti modi:
- un capo gruppo (comanda un gruppo formato da soldati);
- un aspirante furiere o sergente maggiore capo o sergente maggiore.

Prima della riforma dell'Esercito XXI (1º gennaio 2004) questo era il grado attribuito all'attuale sergente capo (cioè a un rimpiazzante capo sezione) o a un sostituto sergente maggiore d'unità (l'attuale sergente maggiore capo).

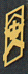
Distintivo vecchio

Caporale
it: Caporale, fr: Caporal, de: Korporal
Nell'Esercito svizzero, il caporale (abbreviato cpl), in francese caporal e in tedesco Korporal, è il primo grado militare dei sottufficiali. Ricevono questo grado solo degli specialisti tecnici, i quali possono essere stati scelti a causa della loro professione al di fuori dell'esercito e quindi conoscono niente o poco di condotta. Per questo i caporali ricevono una istruzione di condotta più corta rispetto ai sottufficiali con il ruolo di capogruppo (i sergenti), per contro oltre all'istruzione tecnica ricevono anche la condotta umana.
Prima della riforma dell'Esercito XXI (1º gennaio 2004) questo era il grado attribuito al capogruppo.

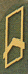
Distintivo non più in uso

### Truppa Appuntato capo
Nell'esercito svizzero, il grado di appuntato capo ((FR)  appointé-chef, (DE)  Obergefreiter) può essere ottenuto in due maniere:
- Alla diciassettesima settimana della scuola aspiranti (Anwärterschule). In seguito il milite farà la scuola aspirante ufficiale o la scuola sottufficiale.
- Durante un corso di ripetizione un soldato o un appuntato possono ricevere questo grado come onorificenza. In generale sono dei buoni soldati a cui sono dati alcuni compiti di capogruppo.

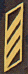
Insegna vecchia

Appuntato
it: Appuntato, fr: Appointé, de: Gefreiter

Nell'esercito svizzero, il grado di appuntato (abbreviato app) è attribuito in virtù dell'articolo 58 dell'Ordinanza concernente gli obblighi militari: 
Precede il grado di appuntato capo. In pratica, gli appuntati sono soprattutto scelti tra i soldati che non hanno più molti giorni di servizio.

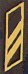
Insegna vecchia

Soldato
it: Soldato, fr: Soldat, de: Soldat
Nell'esercito svizzero, il soldato (abbreviato sdt), è il grado militare più basso. Le reclute, una volta terminate le prime 13 settimane di scuola reclute, diventano soldati. In dipendenza del ruolo che hanno all'interno dell'esercito, i soldati vengono chiamati in differenti maniere (per esempio):
- soldato cannoniere d'artiglieria: cannoniere Cognome;
- soldato meteo d'artiglieria: soldato meteo Cognome;
- soldato trasmissioni: soldato trasmissioni Cognome.

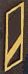
Insegna vecchia

Recluta
it: Recluta, fr: Recrue, de: Rekrut
Di norma, tutti i cittadini svizzeri abili al servizio devono prestare servizio militare (scuola reclute), cominciando come reclute. Dopo 13 settimane essi ricevono il grado militare di soldato. Sono previste delle eccezioni: per esempio, i medici o i giuristi hanno la possibilità di accedere in maniera accelerata ai gradi di ufficiale in modo da poter ricoprire funzioni particolari. Anche le donne con formazioni civili specialistiche hanno la possibilità di svolgere formazioni militari accelerate per accedere a funzioni particolari: esse possono per esempio assolvere una scuola reclute di tre settimane per poi essere nominate ufficiali specialiste per ricoprire la funzione di psicologa. Hanno comunque la possibilità di annunciarsi come volontarie e seguire lo stesso iter formativo degli uomini.